# 長崎県立富江高等学校
長崎県立富江高等学校（ながさきけんりつ とみえこうとうがっこう）とは、長崎県五島市に所在した公立の高等学校。閉校するまで五島列島の最南端にある高等学校であった。略称は「富校」（とみこう）」。

## 概要
歴史
1949年（昭和24年）6月に長崎県立五島高等学校の分校として創立。1967年（昭和42年）に「長崎県立富江高等学校」として分離独立。創立から62年目（分離独立から44年）を迎えた2011年（平成23年）3月末をもって閉校となった。

設置学科
全日制課程 普通科

校訓
「静慮 積極 勤勉 融和」

校章
五島ツバキの葉3枚（上の葉が「静慮」、右の葉が「積極」、左の葉が「勤勉」、3枚合わせて「融和」を表す）と「富」の文字で校章を表している。

校歌
作詞は鈴木義夫、作曲は友永仁による。歌詞は3番まであり、各番に校名の「富江高校」が登場する。

## 沿革
- 1949年（昭和24年）6月 - 「長崎県立五島高等学校富江分校」（定時制）開校（仮校舎 - 富江町立冨江中学校）。
- 1957年（昭和32年）1月 - 独立校舎が完成、移転。
- 1964年（昭和39年）4月 - 同年度入学生から全日制に切り替え。
- 1966年 （昭和41年）4月 - 夜間定時制を昼間定時制に切り替え。
- 1967年（昭和42年）
  - 3月 - 定時制を廃止。
  - 4月 - 長崎県立五島高等学校から分離・独立し、「長崎県立富江高等学校」が開校。全日制3学級編成。PTAを成章会と改称。
- 1970年（昭和45年）1月 - 体育館が完成。
- 1973年（昭和48年）
  - 4月 - 1学年4学級となる。
  - 8月 - 教室棟第1期工事が完了。
- 1974年（昭和49年）12月 - 武道場が完成。
- 1976年（昭和51年）11月 - 創立10周年記念式典を挙行。
- 1978年（昭和53年）3月 - 管理棟第1期工事が完了。
- 1980年（昭和55年）4月 - 1学年3学級となる。
- 1982年（昭和57年）3月 - 運動場、部室、テニスコート工事が完了。
- 1984年（昭和59年）1月 - シャワー室が完成。
- 1985年（昭和60年）1月 - クラブハウス（屋外更衣室）が完成。
- 1986年（昭和61年）11月 - 創立20周年記念式典を挙行。
- 1994年（平成6年）4月 - 制服をブレザータイプに改定。1学年2クラスとなる。
- 1995年（平成7年）11月 - グラウンド整備工事が完了。
- 1996年（平成8年）11月 - 創立30周年記念式典を挙行。
- 2000年（平成12年）
  - 4月 - 夏服を改定。
  - 7月 - 学校開放「ふれ合い図書館ボランティア事業」開始。
- 2002年（平成14年）3月 - 校内LANが完成。
- 2003年（平成15年）5月 - 電子計算機ネットワークシステムを更新。
- 2005年（平成17年）3月 - 前庭・中庭修景緑化工事が完了。
- 2006年（平成18年）11月 - 創立40周年記念講演を開催。
- 2009年（平成21年）11月 - 生徒募集停止。
- 2011年（平成23年）3月31日 - 閉校。

## 部活動

### 運動部
- 陸上競技部
- バスケットボール部
- 野球部
- ソフトテニス部

### 文化部
- ブラスバンド部

## 閉校後の証明書発行等の事務
- 閉校後、富江高校卒業生への成績証明書や調査書などの発行業務は、長崎県立五島高等学校事務室に引き継がれている。

## アクセス
- 五島バス 「高校前」バス停
- 五島市中心部より長崎県道34号福江富江線、長崎県道31号富江岐宿線を南下、国道384号沿い。

## 周辺
- 五島市立富江小学校
- 五島市立富江中学校